# Lorenzo Cecconi
Lorenzo Cecconi (Roma, 13 agosto 1863 – Roma, aprile 1947) è stato un pittore e acquerellista italiano.

## Biografia
Lorenzo Cecconi era figlio di un restauratore di dipinti. Ha studiato a Roma all'Accademia di San Luca, sotto la guida di Aurelio Tiratelli. Dipinge, a olio e ad acquerello, paesaggi e figure agresti, come le Lavandaie di Ceccano, quadro che è esposto alla Società Amatori e Cultori a Roma, nel 1886. Predilige la gamma tonale dei verdi e dei grigi, per rappresentare l'effetto luce, un po' malinconico, della pioggia e del cielo coperto. Tra le sue opere: Pineta di Ostia e Raccolta delle canne.
1890: alla Mostra internazionale della Città di Roma alcune opere di Lorenzo Cecconi, tra cui Verso sera (dipinto che è considerato il suo capolavoro) e Di ritorno dal paese, sono notate da Giovanni Costa (detto Nino). Il re Umberto I acquista un suo dipinto. 1900: i suoi paesaggi Il torrente e Pioggia autunnale sono esposti alla Triennale di Milano. 1901: alla mostra romana della Associazione In arte libertas è esposto il suo dipinto Tra il sì ed il no. 1902: è esposto L'addio. 1904: Cecconi entra nel sodalizio dei XXV della campagna romana, con il soprannome "Gallinaccio", poi modificato in "Pollo d'India" dopo il suo viaggio in India. Da questo lungo soggiorno, compiuto per eseguire restauri, Lorenzo Cecconi riporta studi di gusto orientaleggiante che espone alla Mostra Coloniale del 1934. 
Ha partecipato inoltre a mostre a Palermo, a Napoli, a Berlino, a Vienna, a Barcellona e a Chicago. Ha vinto due volte il premio di paesaggio "Werstappen", offerto dalla Accademia di San Luca.